# خط نیوتون

E, K، F روی یک خط مشترک، خط نیوتن قرار دارند

در هندسه اقلیدسی، خط نیوتن خطی است که از نقاط وسط دو قطر در یک چهارضلعی محدب با حداکثر دو ضلع متوازی می‌گذرد.

## خواص
پاره‌خط‌های GH و IJ که نقاط وسط اضلاع مقابل چهارضلعی محدب را به هم متصل می‌کنند، در نقطه‌ای روی خط نیوتن همرسند.